# Teala Dunn
Teala Dunn (Nova Jersey, 8 de dezembro de 1996) é uma atriz, cantora, dubladora, youtuber e comediante estadunidense. O trabalho mais marcante foi no canal TBS na sitcom Are We There Yet? como Lindsey Kingston-Persons, tomando o lugar de Aleisha Allen.

## Carreira
Dunn é melhor conhecida por seu papel recorrente como Juanita no programa de televisão da Nickelodeon, The Naked Brothers Band e como a voz de Tuck a tartaruga em Wonder Pets.
Dunn fez aparições em Law & Order e Law & Order: SVU. Nas telonas (cinema), ela foi vista em frente à Elle Fanning e Patricia Clarkson em Phoebe in Wonderland, que estreou no Sundance Film Festival em 2008. Dunn também apareceu com Felicity Huffman em Transamérica, e pode ser ouvida como um coelho no filme da Disney, Encantada.
Dunn tem um canal no youtube chamado Tealaxx2 e recentemente atingiu a marca de 1 milhão de inscritos.
Ela apareceu em Shake It Up! como inimiga de infância de Dina.

## Vida pessoal
Dunn se considera uma adolescente normal, mesmo fazendo parte do elenco de vários seriados para TV e web. Vive em Los Angeles, Califórnia no bairro de Calabasas com seu pai e sua mãe, Dunn tem uma irmã que atualmente está na marinha.

## Filmografia

### Filmes
| Ano  | Título               | Papel       | Notas |
| ---- | -------------------- | ----------- | ----- |
| 2005 | Transamérica         | Little Girl |       |
| 2007 | Encantada            | Bunny (voz) |       |
| 2008 | Phoebe in Wonderland | Jenny       |       |

### Televisão
| Ano       | Título                            | Papel                    | Notas                               |
| --------- | --------------------------------- | ------------------------ | ----------------------------------- |
| 2002      | Law & Order: Special Victims Unit | Nina                     | Episódio: "Dolls"                   |
| 2006-2011 | The Wonder Pets!                  | Tuck (voice)             | Papel principal (40 episódios)      |
| 2007      | Queens Supreme                    | Cherise                  | Episódio: "That Voodoo That You Do" |
| 2007-2009 | The Naked Brothers Band           | Juanita                  | Papel recorrente (7 episódios)      |
| 2010-2012 | Are We There Yet?                 | Lindsey Kingston-Persons | Papel principal                     |
| 2012      | Shake It Up                       | Gina                     | Episódio: "Parent Trap It Up"       |
| 2012      | Teens Wanna Know                  | Guest                    | 2 episódios                         |
| 2013      | The Crazy Ones                    | Taylor                   | Episódio: Bad Dad                   |
| 2013      | Dog With a Blog                   | Dab                      | Vários episódios                    |
| 2014-2015 | The Thundermans                   | Kelsey                   | Papel recorrente (4 episódios)      |